# 大村慈聖宮
大村慈聖宮，位於臺灣彰化縣大村鄉擺塘村，主祀神祇為天上聖母（媽祖）老四媽，左殿配祀註生娘娘，右殿配祀九天玄女，外觀為中國北式廟宇建築，廟觀莊嚴肅穆清靜，為大村鄉內著名之廟宇，信徒遍佈臺灣各地，香火鼎盛。
大村慈聖宮起源於中華民國八十二年，原在埔心鄉埤霞村（舊名聖安宮）顯異救世，後於民國八十九年遷移大村鄉（更名慈聖宮），由於天上聖母(媽祖)老四媽，曾乩示原為佛教比丘尼，生於戰亂並奉行救苦，積勞成疾致而亡。後得玉皇大帝證感其心，念其苦行善舉並體念人間苦難，玉帝企盼其渡化庇護有緣眾生，頒賜其神位為天上聖母（媽祖）老四媽，並奉旨於現地濟世，渡化有緣眾生，庇祐啟示諸有緣弟子奉行善舉,進而得以化解災厄，增福增壽。

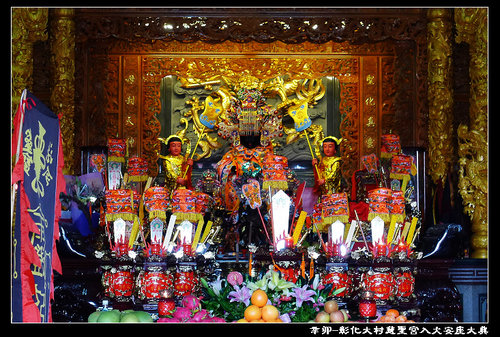
大村慈聖宮正殿

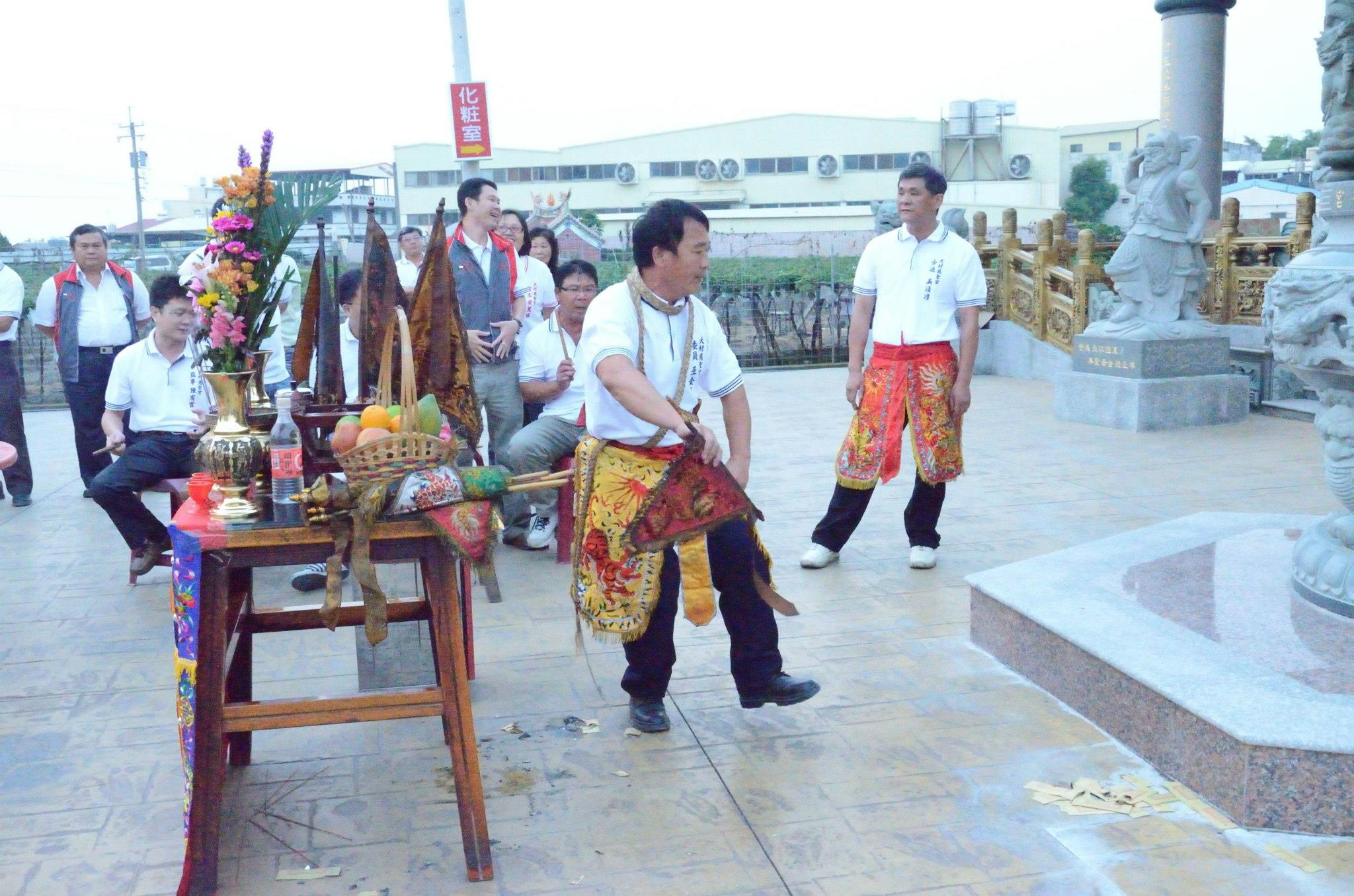
小法調營犒賞五營兵將

## 建廟沿革及碑記
慈聖宮奉祀主神 天上聖母 老四媽，左殿配祀 註生娘娘，右殿配祀 九天娘娘，並奉 天上聖母諭禮祀諸神於殿內享萬世心煙。誠祈神庥庶黎，指覺迷津，啟正人心，昇而祐國護民，世道安然。殷望皈信 聖母者得心習聖人之道，並勤耕福田以助世間苦難，始為本宮執事啟建永基廟堂之意。茲將本宮沿革及建廟史記文載於后，誠供後世為記以遵前人步履進而揚之。
民國八十二年（歲次癸酉）由大村鄉茄苳村人吳清潭，得緣於埔心鄉聖安宮，奉 天上聖母 諭令協助神務，並遂於次年組織管理委員會，由高炎河、張美新、吳和泉、陳文明、鄭瑞琪、蔡進興、吳進源、吳芳賓、張進源等人管理會務。期自民國八十七年（歲次戊寅）農曆四月間，天上聖母 老四媽，始降員林鎮高文首家府，聖靈附於其次子高炎河之身，並指示其濟世旨意。後於該年六月十八日禮置天台奉領玉旨濟世。施方歷二年餘，由於神蹟屢現，威靈顯赫，皈信者逾增，再經聖母指示其轄境地渡世因緣，遂於民國八十九年（歲次庚辰年）五月十八日遷移大村鄉張進源家府借地濟世，並恩奉玉旨改賜道場名為「慈聖宮」，並於民國九十年一月重新組織管理委員會，推舉許時恩先生膺任主任委員，林錫銘、高文首先生膺任副主任委員，協助濟世神務。
本宮諸善奉 聖母教化：「宣揚民間信仰廣植福田；凝聚慈善資源濟助群生」之理念，正導爐下信士行善植福，並化具體作為，進於民國九十一年續成立「社團法人慈聖功德慈善會」。茲藉以廣大善信資源匯聚，實行社會慈善公益。適時該會地與本宮係為借用之處所，工作推動二年餘，場地較為受限且不敷使用，若不覓尋其它處所，難續以推動公益之各項工作。
民國九十三年，時任主任委員林錫銘先生，遂而提議覓地籌建，委由吳清潭、陳文明先生擬具籌建計劃，該年六月二十七日成立籌建委員會，並推舉陳漢樑先生擔任主任委員，正式推動「大村慈聖宮暨慈善會館」籌建工作。籌建推動歷二年餘，累計捐款肆佰餘萬元，民國九十五年覓得大村鄉擺塘村慈祥段七零九地號農地，面積三點一七台分，以陸佰玖拾柒萬肆仟元購入，後委由代辦公司辦理「宗教事業計畫案用地及建築設計」，總費用近壹佰柒拾萬元。民國九十八年一月十一日舉行奠基典禮，同年二月收至彰化縣政府之府民宗字第0980044207號核准文函，於該年十月十八日經公開招標結果，將廟宇主體工程以壹仟参佰壹拾萬陸仟元，發包于恒信營造有限公司承造。發包工作完成後陳漢樑主任委員遂於次年卸下重任，後續委由王旺竹先生，接任主任委員職務推動後續工作。民國九十九年七月二十九日，再經會議決議，續將第二期修飾工程以伍佰伍拾萬元發包于同公司承造，建廟工程歷時一年又十個月竣工，整體籌建計畫共進行七年又二個月，遂完成全部籌建工作。並於民國一佰年九月十一日（歲次辛卯年八月十四日），恭請 天上聖母 老四媽暨諸聖真登龕入火安座，與慈善會館同步正式啟用。
慈聖宮籌建意旨為代天宣化發揚慈善公益，興建廟宇以弘揚天上聖母慈悲德澤、教化世人以孕育行善志士，投入實際公益工作，造服社會、協助扶持苦難世人。募建過程承蒙十方善信，共力扶持而得竟其功。本著廟基永世，為爾後代代相傳之賢德，茲念前人建廟意旨，會心並虔心扶持慈善公益，永續造福世人，特誌碑詳載以記並祈毋違善願為要。

### 天上聖母 老四媽 賜訓文
昔受之天恩，恩眷念吾累世修真。常遵聖德，克己以養身心，凡諸百苦，三災八難吾當持正氣以對，劫數雖臨吾身仍不轉修真之志，歷其百般之考煉，終成靈化歸真。稱「修」者，非為自欲之私迷其境而亂作為，當惑解其身、心、靈之淨化，思六道之苦而生「修持」之心也。   
修「身」者，了濁世之欲，不為汲汲取欲為自足也，當知生來寂空，去也寂空，凡事以成就利他為願，終得去凡「身」也。
修「心」者，明聖真之道，悟行習其涵理為會用也，當能知行合一，懷慈含悲，百般以正道導善為志，修真乃具「心」也。
修「靈」者，悟輪迴之苦，覺察行世身心具修淨也，脫解六道業報，消因離果，諸事以勤耕福田為本，超凡真歸「靈」也。
於今，吾心甚慰之，臨慈聖受天命以來，隨吾門下習聖真之道者，皆能體悟天理，凡一切事多能以善為本，進而發大宏願，啟建廟堂以揚善業，吾望後傳諸善立願襲隨者，進吾此門皆謹記此願因，事奉聖務切莫違此因也。吾賜後隨者之要義，後世均須持之，奉遵示訓勿怠勿忽。    歲次庚寅年臘月降

## 慈聖宮宗旨
(宣揚民間信仰廣植福田，凝聚慈善資源濟助群生) ，從常民文化傳承中了解台灣民間信仰，深入體驗儒道釋三教綜合的教育涵義，宣揚舉頭三尺有神明的信仰真締，轉而修正自我各項行為的指標，達到身、心、靈的昇華，了解生老病死的人生常態，充實生命福田「諸惡莫作、眾善奉行」。藉由群體慈悲行善的宗旨共識，教育及整合公益的力量及目標，發揚並實踐以救助正受生命考驗的眾生，先救急苦再救其心，使其歸於正道，祥合家庭及社會，復而齊心續助一切云云眾生，眾賢諸善如此循序漸近增進福田圓滿，則終免再沉輪迴六道之苦，歸回圓覺真道。

## 相關組織
- 大村慈聖宮管理委員會(本宮管理單位)
- 彰化縣慈聖功德慈善會(公益慈善單位-非營利組織)
- 大村慈聖宮櫻花歐洲村天上聖母會(自發性神明會組織)

## 年度例行活動
- 農曆年正月初一(春節)抽選頭香活動。
- 年度進香繞境活動。
- 天上聖母(農曆三月廿三日)聖誕祝壽慶典祭祀活動(炸轎、七星平安橋、聖母金牌、財寶金、擲選爐主)。
- 天上聖母(爐主媽)過爐活動。
- 中元普渡祭典法會活動。
- 禮斗祈福消災三天法會活動。

## 媒體採訪記錄
- 民國93年9月4日，八大電視台(神出鬼沒)節目採訪。
- 民國94年10月27日，中天新聞台採訪報導。
- 緯來電視台(不可思議的世界)節目採訪。

## 公益事業
大村慈聖宮民國九十一年成立「社團法人 彰化縣慈聖功德慈善會」，力行神諭引領信恩徒應行善積福，以求消業避禍。是典型宗教與公益事業結合的民間信仰組織，期以藉由因信仰所聚之資源，服務救助社會弱勢。目前除興辦急難救助，獨居老人及弱勢家庭之物資濟助，並實行地區環保掃街與獎助行善兒童等之公益業務。

## 外部連結
1. . （原始内容存档于2007-05-26）. 慈聖宮其它資料查詢

1. . （原始内容存档于2019-10-26）. 慈聖宮其它資料查詢